# أدريانوس يوهانس سيمونيس
أدريانوس يوهانس سيمونيس (26 نوفمبر 1931 - 2 سبتمبر 2020)، هو كاردينال هولندي للكنيسة الكاثوليكية . شغل منصب رئيس أساقفة أوتريخت من 1983 إلى 2007، وأصبح كاردينالًا في عام 1985.

## روابط خارجية
- "Simonis Card. Adrianus Johannes". Holy See Press Office. مؤرشف من الأصل في 2017-09-04. اطلع عليه بتاريخ 2017-11-09.
- أدريانوس يوهانس كاردينال سيمونيس في التسلسل الهرمي الكاثوليكي